# 맷 K. 밀러
맷 K. 밀러(Matt K. Miller, 1960년 2월 2일 ~ )는 미국의 배우, 가수, 성우, 희극 배우, 영화 프로듀서, 텔레비전 배우이다.

## 방송
- 플란다스의 개

## 영화
- 천지무용 2 - 아득한 마음 (1999년)
- 푸른 골짜기 2 (1998년)
- 퍼펙트 블루 (1998년)
- 플란다스의 개 (1997년)
- 모노노케 히메 (1997년)
- 천지무용 (1996년)
- 이온 플럭스 (1995년)
- 마이티 모핀 파워레인저 (1993년)
- 마녀 배달부 키키 (1989년) - 영어 더빙 목소리 역
- 천공의 성 라퓨타 (1986년)